# Pestvogel
De pestvogel (Bombycilla garrulus) is een zangvogel uit de familie van de pestvogels (Bombycillidae). De wetenschappelijke naam van de soort werd als Lanius garrulus in 1758 gepubliceerd door Carl Linnaeus in de tiende editie van Systema naturae. De vogel heeft het formaat van een lijster, en opvallende kleuren. De naam "pestvogel" dateert uit de middeleeuwen, toen men dacht dat deze vogels de pest meenamen en de ziekte verspreidden.

## Kenmerken
De pestvogel is een lijsterachtige vogel met zalmroze kleur, en gele streepjes op de vleugels. De kop draagt een flinke kuif en een zwart maskertje en keeltje. De anaalstreek is roodbruin met een gele eindbandering op de staart. Ondanks dit opvallende uiterlijk wordt hij vaak over het hoofd gezien, doordat hij bij voorkeur hoog in de bomen verblijft. De pestvogel wordt ongeveer 17 cm lang.

## Leefwijze
Ze eten insecten en noten. In de winter stappen ze over op vruchten van lijsterbes, meidoorn, mispel en Gelderse roos.

### Voortplanting
Pestvogels bouwen hun nesten in berken of naaldbomen; ze bouwen het met mos. In de maanden mei en juni leggen pestvogels vier tot zes blauwe eieren met donkere vlekjes.

## Verspreiding en leefgebied
's Zomers leven pestvogels in het noorden van Scandinavië en in Siberië.
De Engelse naam, Bohemian Waxwing, duidt op de rode vlekken op de vleugels die lijken op zegellak.
Er worden twee ondersoorten onderscheiden:
- Bombycilla garrulus garrulus – noordelijk Europa en noordelijk Azië.
- Bombycilla garrulus pallidiceps Reichenow, 1908 – westelijk Canada en de noordelijke en westelijke Verenigde Staten.

Deze vogel leeft in lariksbossen.

### Voorkomen in Nederland en België
In Nederland komt de vogel zo af en toe 's winters voor. Het is een invasiegast die soms in grote aantallen in Nederland overwintert. Aangezien de pestvogels uit het noorden komen, zijn ze veel zeldzamer in België. In het verleden stond de vogel als dwaalgast bekend; er is echter een trend dat de vogel vaker in de winter in Nederland wordt aangetroffen. Tijdens een invasie zijn ze te zien in steden en dorpen, vaak in de omgeving van bessendragende struiken zoals de meidoorn en Gelderse roos. Pestvogels zijn verre van schuw.

## Status
De pestvogel heeft een groot verspreidingsgebied en daardoor is de kans op de status kwetsbaar (voor uitsterven) gering. De grootte van de wereldpopulatie is in 2015 ruw geschat op ergens tussen de 14 en 30 miljoen volwassen vogels en dit aantal neemt toe. Om deze redenen staat de soort als niet bedreigd op de Rode Lijst van de IUCN.

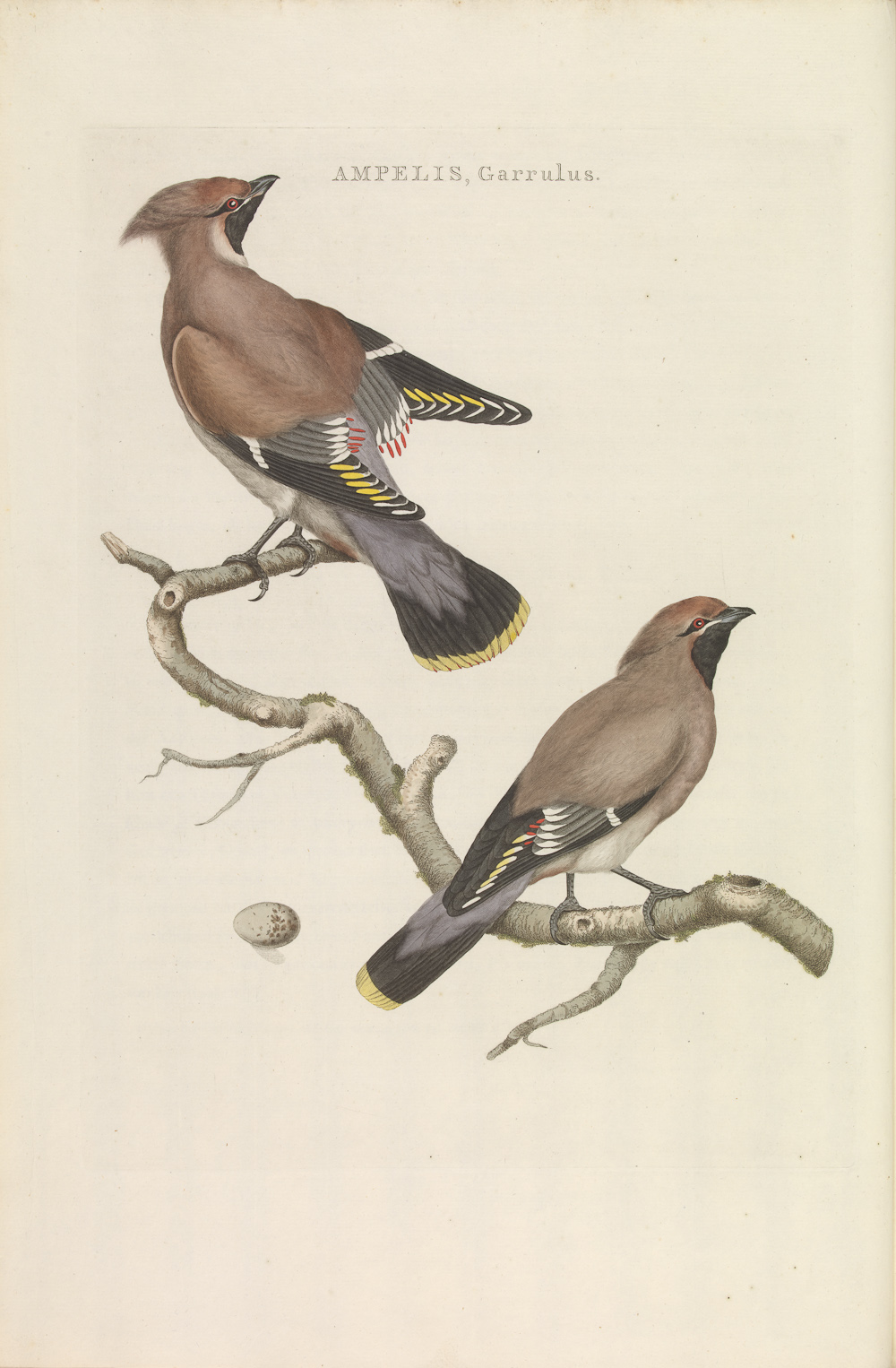
AMPELIS, garrulus (1770), Nederlandsche Vogelen van Nozeman en Sepp
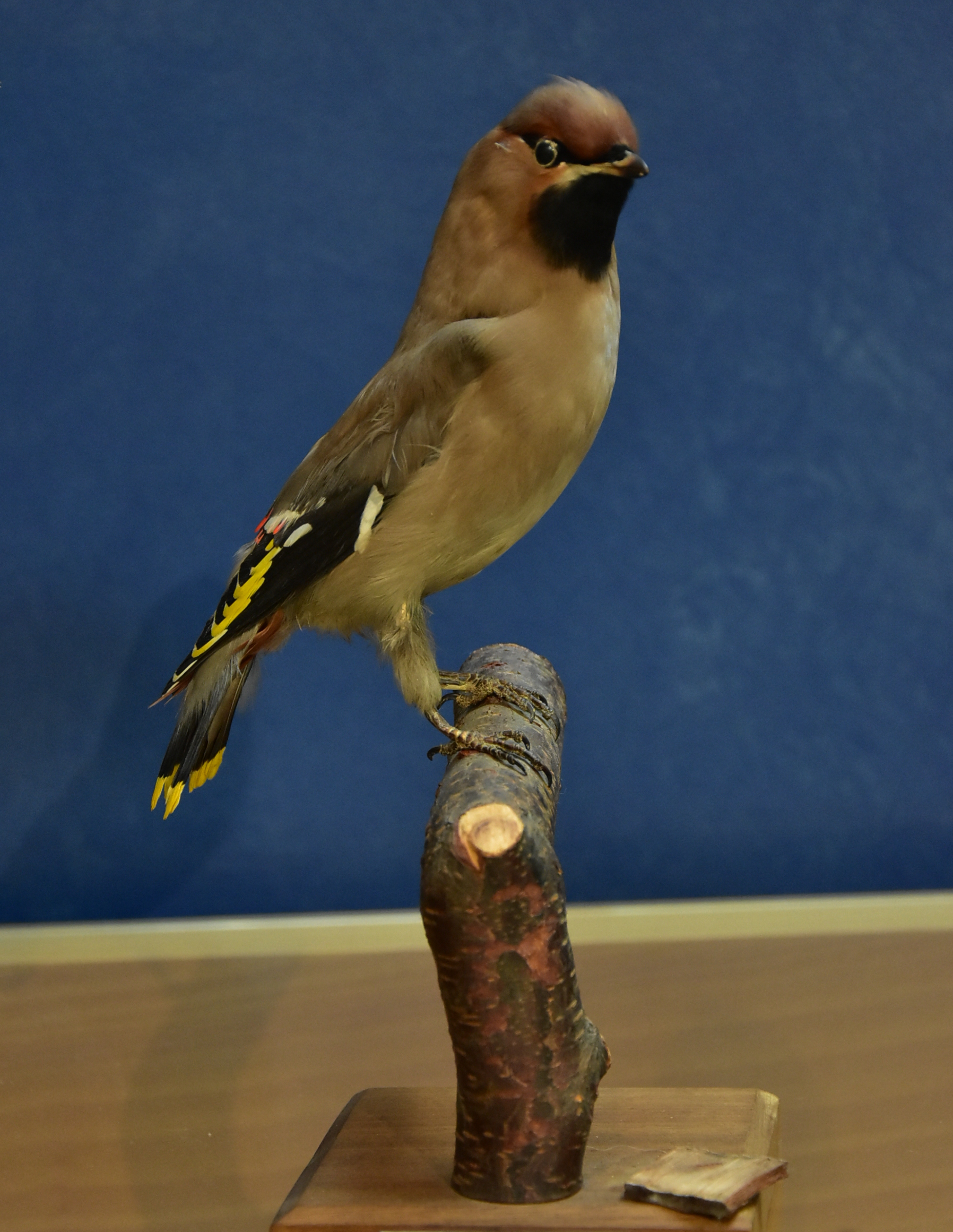
Een pestvogel in "De Watersnip" in de Vallei van de Zwarte Beek

- Pestvogel met een appel